# Frank Hansen
Frank Hansen, född den 4 augusti 1945 i Oslo, är en norsk roddare.
Han tog OS-guld i dubbelsculler i samband med de olympiska roddtävlingarna 1976 i Montréal.